# Transformação geométrica
Transformação geométrica é uma aplicação objetiva entre duas figuras geométricas, no mesmo plano ou em planos diferentes, de forma que, a partir de uma figura geométrica original, forma-se outra figura geometricamente igual ou equivalente. Uma transformação geométrica é, portanto, uma correspondência, um a um, entre pontos de um mesmo plano ou de planos diferentes.
Algumas transformações recebem nomes especiais por apresentarem características específicas.
- Isometria, conservando as distâncias e os ângulos
- Semelhança, conservando as relações de distância
- Transformação afim, conservando o paralelismo
- Transformação projetiva, conservando as retas.
- Inversão, conservando o conjunto de retas e círculos, no caso plano, ou transformações de Möbius, conservando o conjunto de planos e esferas no espaço tridimensional.

Cada uma dessas classes contém a precedente.

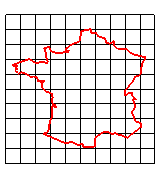
Imagem inicial
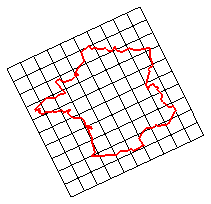
Isometria afim
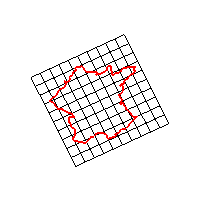
Semelhança
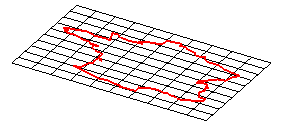
Transformação afim
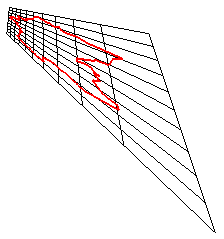
Transformação homográfica
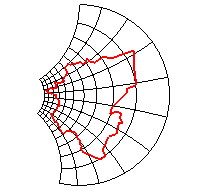
Inversão

- As transformações bidiferenciáveis ou difeomorfismos são transformações afins à primeira ordem; elas contêm as precedentes como casos particulares mas também:

- as transformações conformes ou anticonformes, conservando os ângulos, que são, na primeira ordem, similitudes

- as transformações equivalentes, conservando as áreas, no caso plano, ou os volumes no caso 3D, que são, na primeira ordem, transformações afins de determinante 1

E enfim, englobando as precedentes: ⁣
- as transformações bicontínuas ou homeomorfismos, conservando as vizinhanças dos pontos

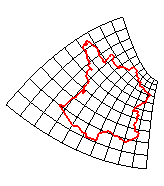
Transformação conforme
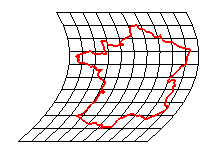
Transformação equivalente
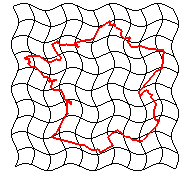
Difeomorfismo
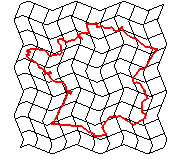
Homeomorfismo

Criam-se então grupos e subgrupos de transformações.
O estudo da geometria consiste, em grande parte, o estudo dessas transformações.

## Classificação não exaustiva das transformações segundo o grau de complexidade
- reflexões segundo uma reta (no plano ou no espaço) ou segundo um plano (no espaço)
- simetrias centrais
- translações
- rotações de centro C (no plano) ou de eixo D (no espaço)
- homotetias
- afinidade

Reflexões, simetrias, translações e rotações são exemplos de isometrias no plano ou no espaço. Algumas conservam os ângulos orientados e são então chamadas deslocamentos. O conjunto de deslocamentos forma um grupo.
As homotetias e as isometrias são exemplos de semelhança no plano ou no espaço. Pode-se mesmo demonstrar que essas transformações engendram o conjunto de semelhanças. As semelhanças que conservam os ângulos orientados formam um grupo denominado grupo de semelhanças diretas.
As afinidades e as semelhanças são exemplos de transformações afins no plano ou no espaço. Também se pode demonstrar que essas transformações engendram o conjunto de transformações afins.
Existem também transformações que não são definidas nem no plano, nem no espaço. Dentre essas, estão as inversões, as homologias que são transformações homográficas.
O fractal, conhecido como curva de Koch, resulta da aplicação de várias transformações geométricas: considerando um triângulo equilátero, reduz-se até cada lado ficar com um terço do lado original e, depois, aplicam-se rotações e translações de forma que este novo triângulo fique adjacente e no centro de cada lado do triângulo. Repetindo o processo para cada triângulo menor, sucessivamente, forma-se o fractal que corresponde ao modelo de um floco de neve. Outras estruturas, igualmente interessantes, se formam usando processos semelhantes, com recurso às diversas transformações geométricas.

## História das transformações geométricas
As transformações geométricas fazem parte da história da humanidade há mais tempo do que se possa imaginar. Uma das primeiras evidências aparece na pintura rupestre do sítio de El Buey, na Bolívia. A cerâmica marajoara (Brasil) é considerada uma das mais antigas artes cerâmicas do continente americano. A sua decoração era usualmente feita através de símbolos geométricos e padrões simétricos.